# Jerónimo Boscana
Fray Gerónimo Boscana o Jerónimo Boscana (Lluchmayor, Mallorca, España en 1776-) misionero español perteneciente a la Orden Franciscana que durante el siglo XIX destacó por sus estudios etnográficos de la población indígena de California. Sus trabajos más notables se centran en el retrato etnográfico de la cultura nativa durante el periodo misionero. Considerado para su época y ocupación cómo liberal y brillante su labor fue pionera en el conocimiento de la cultura, lenguaje y costumbres de los indios del Alta California.

## Biografía

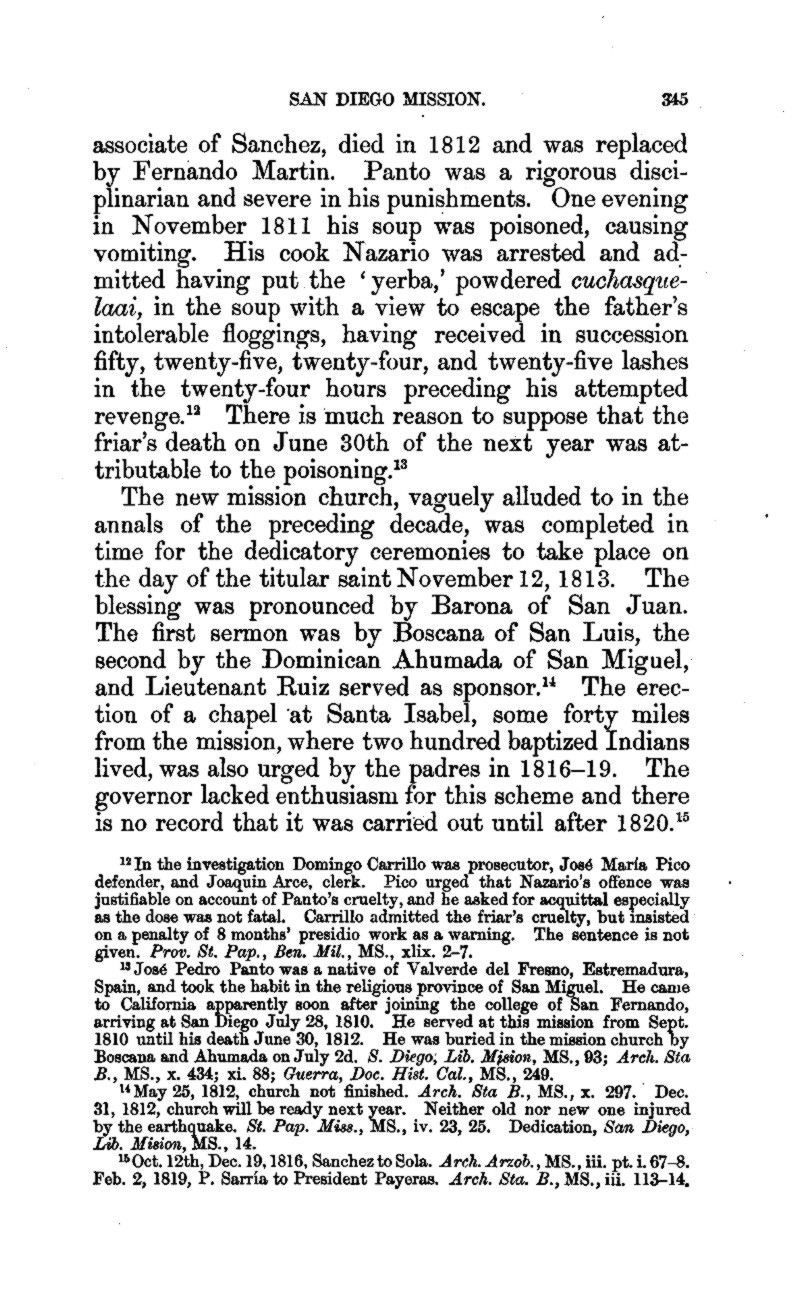
Página 345 Historia de California de Hubert H. Bancroft.

Nació en . Boscana fue educado en Palma de Mallorca e ingresó en la orden franciscana en 1792. Siguiendo el ejemplo y mensaje del también franciscano Fray Junípero Serra viajó a México el 18 de agosto de 1803 partiendo de Cádiz en el navío Nuestra Señora del Pilar, también conocido como "La Fortuna". Lo acompañaba en este viaje otro misionero sólo dos años menor que él, el extremeño José Pedro Panto. Sus destinos permanecerían curiosamente unidos hasta el final de los días de Panto, muerto supuestamente por envenenamiento a manos del su cocinero, el indio Nazario. Boscana fue el responsable de administrale sus últimos auxilios espirituales el 30 de julio de 1812 en la Misión de San Diego.
Tras casi tres meses de viaje el barco arribó al puerto de Veracruz (México) el 24 de octubre. Desde allí, en un viaje de tres jornadas los misioneros fueron alojados en Colegio de San Fernando  de la capital mexicana. Más tarde fue destinado a las misiones de la California, en 1806. Allí fue asignado a las misiones de Soledad, La Purísima (1808), San Luis Rey, y la Misión de San Gabriel (1826-1831). Durante más de una década (entre 1812–1826) permaneció en la Misión de San Juan de Capistrano donde realizó la mayor parte del trabajo etnográfico. Allí fue donde murió en 1831 y donde yacen sus restos al pie del altar junto a los de otros siete sacerdotes franciscanos que oficiaron en aquel lugar: Padre Miguel Sánchez, Padre Antonio Cruzado, Padre Francisco Dumetz, Padre Roman Ulibarri, Padre Joaquín P. Núñez, Padre José Bernardo Sánchez y el Padre Blas Ordaz.

## Trabajos etnográficos
Los primeros trabajos etnográficos de Boscana se remontan a 1812 como resultado de la contestación a un cuestionario solicitado por el entonces Gobernador de la Alta California José Joaquín de Arrillaga. La tarea de contestar dicho cuestionario referido a la Misión de San Juan Capistrano debió estimular el latente interés del misionero por la cultura nativa. Durante su estancia en San Juan Capistrano, Boscana redactó dos versiones en las que se describían muy pormenorizadamente un novedoso retrato etnográfico de los indios Juaneños, los Luiseños (habitantes de la zona donde se ubica la Misión de S. Luis de Francia), y, por último, también se incluyen referencias la los parlantes más norteños del dialecto Gabrielino. Una de las versiones del manuscrito de Boscana fue traducido por Alfred Robinson y publicado en 1846 como un apéndice de su libro "Life in California". Se supone que fue el propio Robinson el responsable de dar como título "Chinigchinich" al trabajo realizado por Boscana. Existe una edición de esta versión con múltiples anotaciones de John Peabody Harrington que fue publicado en 1933.
Al año siguiente, Harrington publicó la traducción de otro manuscrito de Boscana, en esta ocasión uno que posteriormente apareció en Francia titulado "Relación histórica de la creencia, usos, costumbres, y extravagancias de los indios de esta Misión de San Juan Capistrano llamada la nación Acagchemem". Esta segunda versión fue también publicada algo más tarde en español. Este trabajo recuerda bastante al manuscrito publicado por Robinson, si bien contiene algún material inédito hasta su publicación. Recientemente han aparecido algunos fragmentos nuevos de los primeros trabajos realizados por Boscana, con interesante información etnográfica adicional.